# Bio-SNG
Bio-SNG SNG står för Subsitute Natural Gas, på svenska används ibland benämningen syntetisk naturgas. Förledet bio anger att gasen producerats från biomassa exempelvis via förgasning och metanisering eller via rötning och uppgradering.
Bio-SNG kan ses som ett alternativ och komplement till fossil metan. Redan idag matas uppgraderad biogas in på gasnätet på ett antal platser i Sverige; Laholm, Helsingborg (2), Bjuv, Göteborg, Falkenberg och Malmö. Ytterligare anläggningar är på gång.  
Bio-SNG via förgasning och metanisering kan framställas med hög verkningsgrad och ca 60-70 % av träflisets energiinnehåll återfinns i form av metan och ytterligare ca 20 % kan tas till vara i form av värme.
Bio-SNG kan blandas med naturgas och har samma användningsområden, till exempel som bränsle för högeffektiva kombikraftverk, i industriella processer och som drivmedel för gasdrivna fordon.